# Tomasz Oleksy
Tomasz Oleksy (polsky: Tomasz Oleksy, * 14. září 1976 Tarnów) je bývalý polský reprezentant a sportovní lezec (klub: AZS PWSZ Tarnów). Vicemistr světa a mistr Evropy, vítěz světového poháru a Rock Masteru v lezení na rychlost. Mistr Polska v lezení na obtížnost a na rychlost, vyhrál také několik kol Polského poháru a mistrovství České republiky.
Trénoval od roku 1991. Na mistrovství světa získal v roce 2003 také bronz v boulderingu.

## Výkony a ocenění
- 2000–2007: 8 dvojitých nominací na mezinárodní prestižní závody Rock Master v italském Arcu, v letech 2001 a 2006 také dvojnásobný medailista (rychlost a bouldering)
- 2016: nominace na Světové hry ve Vratislavi 2017 za vítězství na MS

### Závodní výsledky
| Arco Rock Master | Arco Rock Master | Arco Rock Master | Arco Rock Master | Arco Rock Master | Arco Rock Master | Arco Rock Master | Arco Rock Master | Arco Rock Master | Arco Rock Master | Arco Rock Master |
| Rok              | 1999             | 2000             | 2001             | 2002             | 2003             | 2004             | 2005             | 2006             | 2007             | 2010             |
| ---------------- | ---------------- | ---------------- | ---------------- | ---------------- | ---------------- | ---------------- | ---------------- | ---------------- | ---------------- | ---------------- |
| Rychlost         | 4                | 4                | 3                | 1                | 3                | 1                | 1                | 3                | 4                | 11               |
| nejlepší čas     | —                | —                | —                | —                | —                | —                | —                | —                | —                | 7.90             |
| Bouldering       | —                | 1                | 2                | 6                | 6                | 4                | 4                | 2                | 6                | —                |

| Mistrovství světa | Mistrovství světa | Mistrovství světa |
| Rok               | 2001              | 2003              |
| ----------------- | ----------------- | ----------------- |
| Rychlost          | 3                 | 2                 |
| Bouldering        |                   | 3                 |

| Světový pohár | Světový pohár | Světový pohár | Světový pohár | Světový pohár | Světový pohár | Světový pohár | Světový pohár | Světový pohár | Světový pohár | Světový pohár | Světový pohár | Světový pohár | Světový pohár | Světový pohár | Světový pohár | Světový pohár | Světový pohár |
| Rok           | 1995          | 1996          | 1997          | 1998          | 1999          | 2000          | 2001          | 2002          | 2003          | 2004          | 2005          | 2006          | 2007          | 2008          | 2009          | 2010          | 2011          |
| ------------- | ------------- | ------------- | ------------- | ------------- | ------------- | ------------- | ------------- | ------------- | ------------- | ------------- | ------------- | ------------- | ------------- | ------------- | ------------- | ------------- | ------------- |
| Obtížnost     |               |               |               |               |               |               |               |               |               |               |               |               |               |               |               | —             | —             |
| jednotlivě    |               |               |               |               |               |               |               |               |               |               |               |               |               |               |               | —             | —             |
|               |               |               |               |               |               |               |               |               |               |               |               |               |               |               |               |               |               |
| Rychlost      | nezávodilo se | nezávodilo se | nezávodilo se |               | 1             |               |               |               | 1             |               | 3             |               |               |               | x             | x             | —             |
| jednotlivě    | nezávodilo se | nezávodilo se | nezávodilo se |               |               |               |               |               |               |               |               |               |               |               | x             | x             | —             |
|               |               |               |               |               |               |               |               |               |               |               |               |               |               |               |               |               |               |
| Bouldering    | nezávodilo se | nezávodilo se | nezávodilo se | nezávodilo se |               |               |               |               | x             |               |               |               |               |               |               | x             | x             |
| jednotlivě    | nezávodilo se | nezávodilo se | nezávodilo se | nezávodilo se |               |               |               |               | ,11,          |               |               |               |               |               |               | x             | x             |
|               |               |               |               |               |               |               |               |               |               |               |               |               |               |               |               |               |               |
| Kombinace     | nezávodilo se | nezávodilo se | nezávodilo se | 2             | 3             |               |               |               | 1             |               | 1             |               |               |               |               |               | —             |

- poznámka: nalevo jsou poslední závody v roce

| Mistrovství Evropy | Mistrovství Evropy |
| Rok                | 1998               |
| ------------------ | ------------------ |
| Rychlost           | 1                  |

| Mistrovství Polska | Mistrovství Polska | Mistrovství Polska |
| Rok                | 2007               | 2008               |
| ------------------ | ------------------ | ------------------ |
| Obtížnost          |                    | 1                  |
| Rychlost           | 1                  | 1                  |

| Mistrovství České republiky | Mistrovství České republiky |
| Rok                         | 2005                        |
| --------------------------- | --------------------------- |
| Bouldering                  | 1                           |